# M-Klasse (1918)
| M-Klasse                   | M-Klasse                                                                           |
| M1 unter Fahrt             | M1 unter Fahrt                                                                     |
| Allgemeine Daten           | Allgemeine Daten                                                                   |
| -------------------------- | ---------------------------------------------------------------------------------- |
| Schiffstyp:                | U-Boot (U-Kreuzer)                                                                 |
| Marine:                    | Royal Navy                                                                         |
| Bauwerften:                | - Armstrong Whitworth (Newcastle) - Vickers (Barrow-in-Furness)                    |
| Einheiten:                 | 4 (3 fertiggestellt)                                                               |
| Boote der Klasse           |                                                                                    |
| M1, M2, M3                 |                                                                                    |
| Technische Daten vor Umbau |                                                                                    |
| Besatzung:                 | 64 Mann                                                                            |
| Verdrängung:               | - über Wasser: 1594 ts - unter Wasser: 1946 ts                                     |
| Länge:                     | 90,15 m                                                                            |
| Breite:                    | 6,20 m                                                                             |
| Antrieb:                   | - Dieselmotoren: 2400 PS (1,8 MW) - Elektromotoren: 1600 PS (1,2 MW)               |
| Geschwindigkeit:           | - über Wasser: 15 kn (28 km/h) - unter Wasser: 8 kn (15 km/h)                      |
| Fahrbereich:               | - aufgetaucht bei 10 kn: - 4500 sm (8334 km) - getaucht bei 2 kn: - 80 sm (148 km) |
| Tauchtiefe:                | 60 m                                                                               |
| Bewaffnung vor Umbau       |                                                                                    |
| Torpedorohre:              | - 4 × 18″ (457 mm) - 4 × Reservetorpedos                                           |
| Artillerie:                | - 1 × 12″ (305 mm) Deckgeschütz - 1 × 3″ (76,2 mm) Flak                            |

Die M-Klasse war eine Klasse von U-Kreuzern der britischen Royal Navy. Die U-Boot-Monitore besaßen die mit Abstand schwerste Artilleriebewaffnung in der gesamten Geschichte des U-Boot-Baus.

## Baugeschichte
Im Jahre 1915 orderte die britische Regierung 21 Einheiten der von Vickers entworfenen sehr schnellen dampfturbinenbetriebenen K-Klasse. Neben dem Konzept der schnellen Flottenboote forderte der Chef der britischen U-Boot-Waffe, Commodore Hall, schwer bewaffnete U-Boot-Monitore. Die überschwere Artillerie der Kanonenboote sollte sowohl im Handelsstörkrieg als auch bei der Beschießung von feindlichen Küstenbefestigungen eingesetzt werden.
Im Februar 1916 wurden anstelle der Bauaufträge K18 bis K21 vier mit schweren Geschützen bewaffnete U-Kreuzer bestellt.
Die M-Klasse war kein Umbau angefangener Bauprojekte der K-Klasse, sondern das Ergebnis der Abänderung der Bauaufträge lediglich geplanter Einheiten. Technisch beruht die M-Klasse nicht auf der K-Klasse, sondern ist eine eigenständige Konstruktion.
Vier Einheiten wurden 1916 auf Kiel gelegt. Die M1 wurde im April 1918 in Dienst gestellt, spielte aber im Ersten Weltkrieg keine bedeutende Rolle mehr. M2 und M3 wurden 1920 in Dienst gestellt. Die 1919 nach Kriegsende vom Stapel gelaufene M4 wurde nicht mehr fertig gebaut.

## Konstruktive Merkmale

### Leistungsdaten
Die Zweihüllenboote besaßen einen klassischen Antrieb aus zwei 12-Zylinder-Vickers-Dieselmotoren mit einer jeweiligen Leistung von 1200 PS (900 kW) für Überwasserfahrt und zwei Elektromotoren à 800 PS (600 kW) für den Unterwasservortrieb. Die als sicher angegebene maximale Tauchtiefe betrug 60 m. Die U-Boote konnten aufgetaucht bei einer Geschwindigkeit von 10 Knoten (19 km/h) bis zu 4500 Seemeilen (8300 km) weit fahren. Unter Wasser betrug die Reichweite bei zwei Knoten (ca. 4 km/h) Geschwindigkeit 80 Seemeilen (148 km).

### Bewaffnung

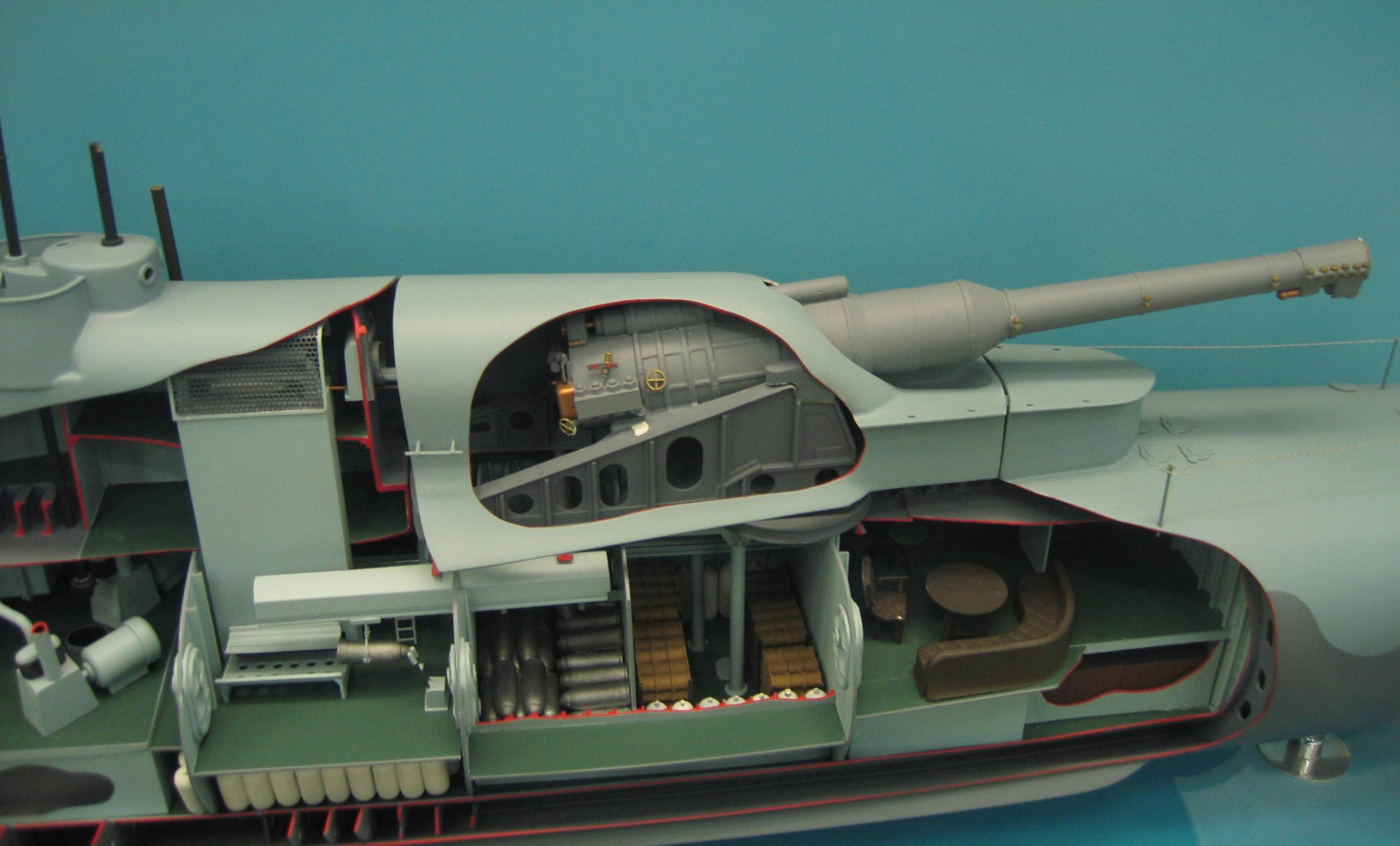
Details des Geschützes an einem Modell

Die U-Boote waren mit vier 18-Zoll-(457-mm)-Torpedorohren im Bug und einer 3-Zoll-(76,2-mm)-Flugabwehrkanone bewaffnet.
Die Hauptbewaffnung bestand aus einem überdimensionalen Geschütz im Kaliber 12 Zoll (305 mm). Die Boote konnten bis zu 50 Schuss der schweren Munition mitführen. Zu dieser Zeit waren Torpedos noch sehr unzuverlässig und in der Reichweite der schweren Artillerie unterlegen.
Die Geschütze vom Typ MK. IX stammten von dem 1915 gesunkenen Schlachtschiff Formidable, von dessen Wrack sie geborgen worden waren. Der vor dem Kommandoturm angeordnete Geschützaufbau hatte einen seitlichen Schwenkbereich von 15° und einen Höhenrichtbereich von −10° bis + 20°. Am Geschützrohr war ein gut sichtbares Korn angebracht, damit auch mit dem Periskop gezielt werden konnte. Die Waffe konnte auch halb getaucht abgefeuert werden. Zum Nachladen musste allerdings komplett aufgetaucht werden. Durch den geringen Schwenkbereich musste mit dem gesamten Boot gezielt werden. Deshalb verging sehr viel Zeit zwischen der Aufklärung eines Zieles und dem ersten Schuss. Wegen des Auftauchens beim Nachladevorgang verging aber eine längere Zeit bis zum zweiten Schuss, so dass nur eine geringe Kadenz möglich war. Außerdem ist ein aufgetauchtes U-Boot im Seegefecht ein leicht zu vernichtendes Ziel. Weitere Aufgaben, wie die Beschießung feindlicher Küstenstellungen, konnten Überwasserschiffe effizienter erfüllen. Hinzu kam ein konstruktives Problem. Die riesigen Geschütze waren für den Einsatz auf großen Schlachtschiffen gedacht. Die Ausmaße der Barbette erforderten eine sehr große Öffnung im Druckkörper, die dessen Stabilität beeinträchtigte. Ein Wassereinbruch im Geschützaufbau bedeutete unweigerlich den Verlust des gesamten U-Bootes. Das Konzept der überschweren Artillerie auf U-Booten bewährte sich letztlich nicht.

### Umbauten

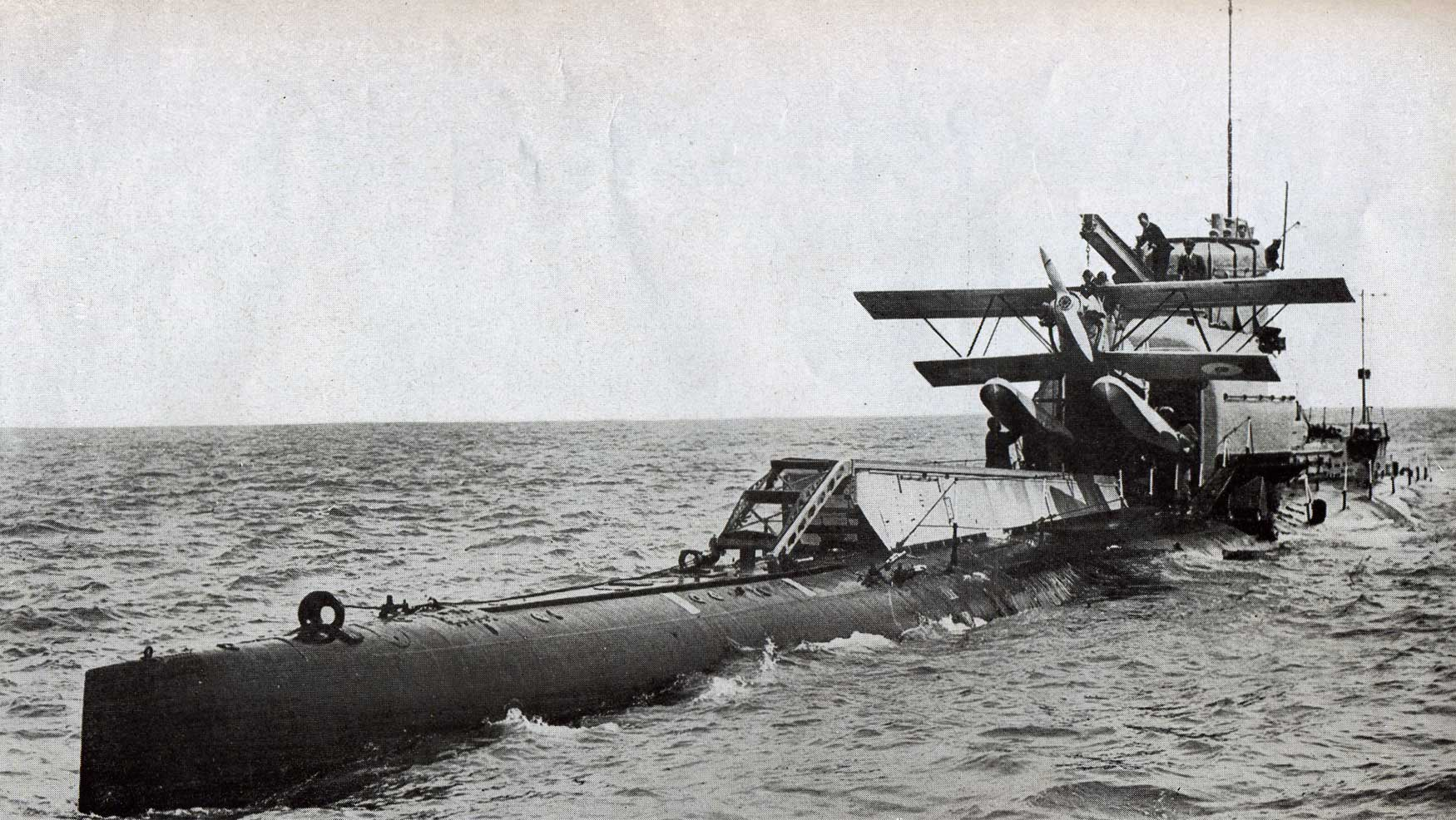
M2 nach dem Umbau zum Flugzeugmutterschiff

Da die Washingtoner Flottenkonferenz das maximale Kaliber der Schiffs-Artillerie von U-Booten auf 8 Zoll (203 mm) begrenzte, wurden die Geschützaufbauten der verbliebenen Einheiten später wieder entfernt.
Die M2 erhielt stattdessen einen druckfesten Flugzeughangar und wurde als Flugzeugmutterschiff eingesetzt. Zu diesem Zweck wurde extra der Wasserflugzeugtyp Parnall Peto entwickelt.
Die M3 wurde zum Minenleger umgebaut. Auf dem Oberdeck wurde ein zusätzliches Minendeck eingerichtet. Die Minen wurden mit einer Kettenkonstruktion zu einem Hecktor transportiert, von wo sie verlegt wurden. Sie konnte bis zu hundert Seeminen transportieren und verlegen.  Die M3 bewährte sich in dieser Rolle. Das erprobte Verlegesystem wurde später von der Porpoise-Klasse (auch Grampus-Klasse) ebenfalls genutzt.

## Einsatzgeschichte
Die M1 wurde am 17. April des letzten Kriegsjahres in Dienst gestellt. Schon am nächsten Tag entdeckte der Neubau in der Irischen See ein aufgetauchtes großes deutsches U-Boot. In der Zeit, die gebraucht wurde, um das Hauptgeschütz vorzubereiten und zu richten, tauchte der Gegner ab und entkam. Im Juni 1918 wurde die M1 in das Mittelmeer verlegt. Sie sollte an einem geplanten seegestützten Artillerieangriff gegen Konstantinopel teilnehmen. Die Operation wurde aber nicht durchgeführt.
Ab 1920 waren alle drei Boote einsatzbereit. Sie wurden vornehmlich als Testfahrzeuge eingesetzt. Die M1 versenkte bei Artillerieübungen zwei ausgemusterte U-Boote. Die M2 führte 1923 mehrere experimentelle Tieftauchgänge durch und nahm im selben Jahr an einem seegestützten Giftgasangriff teil. Bei einem Tauchgang verlor das U-Boot die Trimmung und tauchte 73 m tief, konnte aber anschließend wieder auftauchen.
1924 erhielten die drei U-Boote verschiedene Anstriche. M1 wurde graugrün, M2 dunkelgrau und M3 dunkelblau bemalt. Ziel des Experimentes war, die Tarnanstriche von U-Booten gegen feindliche Luftaufklärung zu optimieren.
Am 12. November 1925 ging die M1 vor Plymouth verloren. Während einer Seeübung wurde das getauchte U-Boot von dem schwedischen Kohlendampfer Vidar gerammt. Die M1 sank mit der gesamten Besatzung. Das Wrack wurde 1969 in 73 m Tiefe entdeckt.
Infolge internationaler Abrüstungsverträge wurden zwischen 1925 und 1928 die Hauptgeschütze der beiden restlichen Boote entfernt.
Während des landesweiten Generalstreikes zwischen dem 9. und dem 15. Mai 1926 wurde die M3 als lokales Kraftwerk zweier Londoner Marinewerften eingesetzt.
Die zum Seeflugzeugträger umgebaute M2 sank 1932 westlich der Insel Portland mit der gesamten Besatzung unter ungeklärten Umständen. Vermutlich wurde nach dem Aussetzen des Bordflugzeuges der Hangar nicht korrekt verschlossen. Das in 32 m Tiefe liegende Wrack wird bis heute als Übungsziel britischer Sonar-Gasten genutzt.
Die M3 wurde 1932 zur Verschrottung verkauft.

## Boote der Klasse
Drei Boote wurden gebaut. Das vierte geplante U-Boot wurde nicht fertiggestellt.
| Name | Bauwerft            | Kiellegung       | Stapellauf       | Indienststellung | Verbleib                                           |
| ---- | ------------------- | ---------------- | ---------------- | ---------------- | -------------------------------------------------- |
| M1   | Vickers             | 1. Juli 1916     | 9. Juli 1917     | 17. April 1918   | 1925 nach Kollision vor Plymouth gesunken          |
| M2   | Vickers             | 13. Juli 1916    | 19. Oktober 1918 | 14. Februar 1920 | 1925 Umbau zum Flugzeugmutterschiff; 1932 gesunken |
| M3   | Armstrong Whitworth | 4. Dezember 1916 | 19. Oktober 1918 | 9. Juli 1920     | 1928 Umbau zum Minenleger; 1932 verschrottet       |
| M4   | Armstrong Whitworth | 1. Dezember 1916 | 20. Juli 1919    |                  | Bau abgebrochen                                    |